# Shrigonda
Shrigonda là một thành phố và là nơi đặt hội đồng đô thị (municipal council) của quận Ahmadnagar thuộc bang Maharashtra, Ấn Độ.

## Địa lý
Shrigonda có vị trí 18°37′B 74°41′Đ / 18,62°B 74,68°Đ Nó có độ cao trung bình là 561 mét (1840 feet).

## Nhân khẩu
Theo điều tra dân số năm 2001 của Ấn Độ, Shrigonda có dân số 26.331 người. Phái nam chiếm 52% tổng số dân và phái nữ chiếm 48%. Shrigonda có tỷ lệ 71% biết đọc biết viết, cao hơn tỷ lệ trung bình toàn quốc là 59,5%: tỷ lệ cho phái nam là 77%, và tỷ lệ cho phái nữ là 64%. Tại Shrigonda, 12% dân số nhỏ hơn 6 tuổi.